# Chapin Peak
Der Chapin Peak ist ein 2170 m hoher Berg im westantarktischen Marie-Byrd-Land. In den Quartz Hills ragt er 3 km südöstlich des Stich Peak an der Westflanke des Reedy-Gletschers auf.
Der United States Geological Survey kartierte den Berg anhand eigener Vermessungen und mittels Luftaufnahmen der United States Navy aus den Jahren zwischen 1960 und 1964. Das Advisory Committee on Antarctic Names benannte ihn 1967 nach Howard Chapin vom United States Marine Corps, Pilot der Flugstaffel VX-6 auf der McMurdo-Station von 1962 bis 1963.